# Пилип Огюст Гюї
Пилип Огюст Гюї (фр. Philippe-Auguste Guye; 12 червня 1862, Во (кантон), Швейцарія — 27 лютого 1922, Женева, Швейцарія) - швейцарський вчений, фахівець в галузі фізичної хімії та стереохімії. Іноземний член-кореспондент  Петербурзької академії наук. Старший брат  Шарля Гюї

## Кар'єра
Здобув освіту і захистив докторську дисертацію в  Університеті Женеви під керівництвом  Карла Гребе, у якого він працював асистентом. Захистив другу докторську дисертацію в  Паризькому університеті під керівництвом  Шарля Фріделя і повернувся в Університет Женеви, де незабаром став завідувачем кафедрою теоретичної і технічної хімії. Був президентом  Швейцарського хімічного товариства в 1917–1918 роках.
Серед його учнів  Віра Євстафьєвна Богданівська.

## Почесні звання
- Іноземний член-кореспондент Російської академії наук (1913), член ряду інших академій

## Нагороди
- Медаль Деві (1921)